# Атмода
Атмода (латис. Atmoda; укр. Пробудження), або латиське національне пробудження — латиський національний рух в Латвії.

## Основні етапи
- Перше пробудження організоване молодолатишами в 1850-1880.
- Друге пробудження це утворення Першої латвійської республіки, що отримала незалежність від Росії в 1918.
- Третє пробудження стало частиною так званої «Співочої революції» (1987-1991). Рушійною силою був Народний фронт Латвії.